# Большое горе маленькой женщины

Афиша к/ф «Большое горе маленькой женщины»/ 1930

«Большое горе маленькой женщины» (другое название — «Как иногда бывает») — советский немой чёрно-белый художественный фильм, поставленный на студии Одесская кинофабрика ВУФКУ в 1929 году режиссёром Марком Терещенко.
Фильм не сохранился.

## Сюжет
На одной из железнодорожных станции во время гражданской войны Галя Оскилко потеряла своего мужа Сергея. Прошло много лет, но, воспитывая их сына, она оставалась верной ему. Галю любит Павел Ковальчук. Но Галина всё ещё надеется дождаться мужа Сергея. Внезапно она встречает Сергея, но он оказывается женат на другой женщине…
Фильм с позиций социалистического подхода к старорежимному чувству супружеской верности до гроба убеждает зрителя, что женщина может стать подругой и спутницей хорошего, по-настоящему любящего её товарища.

## В ролях
- Зоя Валевская — Галя Оскилко
- И. Судьбинин — Сергей
- Антон Клименко — Павел Ковальчук
- Анна Обухович — сестра Ковальчука
- Оксана Подлесная — Нина, вторая жена Сергея
- С. Шиманский — Ваня, сын Гали
- Иван Замычковский — эпизод
- Владимир Лисовский — эпизод
- Георгий Астафьев — эпизод
- Раиса Рами-Шор — эпизод
- Михаил Шор — прохожий